# Seesaari
Seesaari, nordsamiska: Syejisuálui, är en ö i Finland. Den ligger i sjön Muddusjärvi och i kommunen Enare i den ekonomiska regionen Norra Lappland och landskapet Lappland, i den norra delen av landet, 1 000 km norr om huvudstaden Helsingfors. Öns area är 33,7 hektar och dess största längd är 1,2 kilometer i nord-sydlig riktning.